# فندق نجم (عشق أباد)
فندق نجم ((بالإنجليزية: Hyeuldyz)‏ (بالتركمانية: Ýyldyz oteli)‏ ) هو فندق فاخر يقع في عشق آباد في تركمانستان. بني في عام 2013 من قبل بويج (شركة فرنسية)، ويضم 155 غرفة. الفندق يتكون من 24 طابقًا بارتفاع 107 أمتار.

## التصميم والبناء
في بناء برج فندقي شاهق حوالي سبعة آلاف طن من الفولاذ وأكثر من 14000 طن تم استخدام متر مربع من الزجاج. المبنى له شكل دمعة. المساحة الإجمالية 50620 متر مربع. تبلغ مساحة الأرض المحيطة حوالي 85000 متر مربع. الهيكل بأكمله لديه درجة عالية من المقاومة الزلزالية.

## المميزات
يحتوي الفندق على 155 غرفة، بما في ذلك الغرف الرئاسية والفاخرة والعادية.
يوجد في الطابق الأول قاعة حفلات كبيرة تتسع لـ 1000 مقعد.
تقع شقق VIP في الطابق الرابع عشر.
في الطابق 18 يوجد مطعم بانورامي به 600 مقعد.

## روابط خارجية
- الموقع الرسمي
- فندق يلديز | بواسطتي
- فندق يلدز / فيلم كوبوراتي